# 나원찬
나원찬(羅元燦, 1936년 8월 23일 ~ 2021년 4월 30일)은 대한민국의 외교관 겸 정치인이며 대학 교수이다. 본관은 안정(安定)이며 영어 이름은 앨버트 라(영어: Albert Ra)이고 호(號)는 산남(山南)·필건(必乾)이다.

## 생애

### 경력
- 前 주프랑스 대한민국 대사관 공사(1983년).
- 前 주아일랜드 대한민국 대사관 공사(1987년).
- 前 주케냐 대한민국 대사관 대사(1988년).
- 前 대한민국 외무부 본부 대사(1993년 ~ 1994년).
- 제1회 지방 선거에 무소속 충청남도 아산시 시장 후보 출마하였지만 이영길 당시 자유민주연합 후보에게 낙선(1995년 6월 27일).
- 前 주멕시코 대한민국 대사관 대사(1996년 ~ 1999년).
- 前 대한민국 외교통상부 본부 대사(1999년 ~ 2000년).
- 前 자유민주연합 외교안보특임고문(2001년 ~ 2002년).
- 前 한양대학교 정치외교학과 초빙교수(2006년).
- 前 연세대학교 행정학과 초빙교수(2007년).

### 학력
- 1959년 서울대학교 법과대학 행정학과 학사
- 1968년 대한민국 국방대학교 행정학사 13기